# Chordeuma intermedium
Chordeuma intermedium är en mångfotingart som beskrevs av Ribaut 1913. Chordeuma intermedium ingår i släktet Chordeuma och familjen spinndubbelfotingar. Inga underarter finns listade i Catalogue of Life.